# Плав (језеро)
Плав (блр. Плаў; рус. Плав) језеро је у Гарадочком рејону Витепске области, на крајњем северу Републике Белорусије. Језеро се налази на око 25 километара североисточно од Гарадока.

## Карактеристике
Површина језера је 1,12 км², са максималном дужином од 2,73 км, односно ширином до 580 метара. Површина сливног подручја је свега 10,2 км².
Обала је умерено разуђена и има дужину од 7,04 километра, и благо су издигнуте у односу на површину акваторије до максимално 10 метара дуж западне и источне обале. Дубине до 2 метра заузимају око 18% површине језера (максимална дубина је до 8,8 метара). Дно је до дубина од 2,5 м прекривено песком, док је на већим дубинама муљ и глина.
Језеро је еутрофног типа и карактерише га слаб проток воде. У њега се уливају 4 мања потока, а из њега истиче један поточић који га повезује са оближњим језереом Арлејком.

## Живи свет
Водено растиње расте до дубина од 1 до 1,4 метара, у ширини од 8 до 20 метара (на југоистоку до 40 метара).
Најраширеније рибље врсте су смуђ, деверика, лињак, манић и црвенперка, а након порибљавања и штука.